# Fejervarya schlueteri
Espèce
Synonymes
- Rana schlueteri Werner, 1893

Statut de conservation UICN

 DD  : Données insuffisantes
Fejervarya schlueteri est une espèce d'amphibiens de la famille des Dicroglossidae.

## Répartition
Cette espèce est endémique de Bornéo. Aucune population sauvage n'est actuellement connue.

## Étymologie
Cette espèce est nommée en l'honneur de Wilhelm Schlüter (1828-1919).

## Publication originale
- Werner, 1893 : Wissenschaftliche Mitteilungen. 1. Herpetologische Nova. Zoologischer Anzeiger, vol. 16, p. 81-84 (texte intégral).